# SN 1997af
SN 1997af – supernowa typu Ia odkryta 5 marca 1997 roku w galaktyce A082352+0408. Jej maksymalna jasność wynosiła 22,96m.